# Investigativer Journalismus
Investigativer Journalismus (von lateinisch investigare ‚aufspüren‘, ‚genauestens untersuchen‘) setzt eine langwierige, genaue und umfassende Recherche vor Veröffentlichung voraus. Themenschwerpunkte sind in der Öffentlichkeit als skandalträchtig angesehene Vorgänge aus Politik oder Wirtschaft.
Viele dieser Reporter erfüllen als sogenannte Vierte Gewalt im Staat eine wichtige Funktion bei der Kontrolle der Staatsorgane und Wirtschaftskonzerne in Demokratien (siehe auch Checks and Balances). 
Als Quellen verwenden investigative Journalisten häufig Whistleblower. Dies sind Personen, die in den untersuchten Institutionen beschäftigt sind und geschützte oder geheime Informationen an die Presse geben, oft unter Inkaufnahme persönlicher Risiken. Im Internet helfen Enthüllungsplattformen wie WikiLeaks, die Anonymität der Whistleblower zu wahren. Zahlreiche von investigativen Journalisten aufgedeckte Skandale konnten nur durch derart gewonnene Informationen erkannt werden, etwa die Watergate-Affäre oder der Datenschutzskandal um die Spionageprogramme PRISM und Tempora.

## Einordnung
Gegenstand dieser aufwändigen und hohen Ansprüche an das Können und Durchhaltevermögen stellenden Form der Berichterstattung sind meist skandalöse Vorfälle oder Demokratie gefährdendes Fehlverhalten leitender Personen aus Politik und Wirtschaft. Eine Hochphase erlebte der investigative Journalismus in den 1970er Jahren in den USA, als Reporter großer Zeitungen eine Reihe von politischen Skandalen aufdeckten (z. B. die Watergate-Affäre, infolge derer US-Präsident Richard Nixon im August 1974 zurücktrat).
Mit der Frage, ob die klassische Funktion der Besten unter den Journalisten in den USA noch bestehe und Zukunft habe, befasste sich ein umfangreicher Essay des New York Review of Books vom August 2007 unter Berücksichtigung der Plame-Affäre.

## Beispiele

### Deutschland
In der Bundesrepublik deckte Hans Leyendecker, Mitarbeiter des Nachrichtenmagazins Spiegel, später der Süddeutschen Zeitung, die Flick-Affäre und die CDU-Schwarzgeldaffäre auf. Weitere Beispiele sind die Kießling-Affäre, aufgedeckt von Udo Röbel, und die Barschel-Affäre, aufgedeckt vom Spiegel. Mit dem Berliner „Filz“ beschäftigte sich Mathew D. Rose (Berlin, Hauptstadt von Filz und Korruption, 1997, und Eine ehrenwerte Gesellschaft, 2003). Von dem Frankfurter Publizisten und Organisierte-Kriminalität-Sachkundigen Jürgen Roth kam 2004 mit Ermitteln verboten! ein Reportage-Buch über die Grenzen polizeilicher Ermittlungsbemühungen heraus. Im Jahr 2006 nahm sein Buch Der Deutschland-Clan die Abhängigkeiten zwischen hochrangigen Politikern, führenden Managern und Justizbeamten ins Visier.
Sonderformen des recherchierenden Undercover-Journalismus sind die Veröffentlichungen von Leo Lania, Gerhard Kromschröder, Paula Schlier und Günter Wallraff.
Leo Lania verschaffte sich 1923 in der Tarnung eines italienischen Faschisten Zugang zu Adolf Hitler und dem Völkischen Beobachter und dokumentierte seine Erfahrungen mit der frühen Nazi-Bewegung in dem Buch Der Hitler-Ludendorff-Prozess (1926). (In seinem Buch Die Totengräber Deutschlands (1924) wird die Episode nicht erwähnt.) Paula Schlier, die zu jener Zeit bereits Artikel gegen den Nationalsozialismus veröffentlicht hatte, verbrachte als Stenotypistin im Herbst 1923 drei Monate in der Redaktion des Völkischen Beobachters und dokumentierte ihre Erfahrungen, darunter auch den Hitlerputsch, im Kapitel In der Redaktion der Patrioten in ihrem Buch Petras Aufzeichnungen oder Konzept einer Jugend nach dem Diktat der Zeit (1926). Wallraff nahm pseudonyme Identitäten an, um skandalöse Verhältnisse aufzuklären. Seine Reportagen über das Innenleben der Bild-Zeitung und die Arbeitssituation von Arbeitern mit Migrationshintergrund (Ganz unten) in Deutschland lösten breite gesellschaftliche Debatten aus.
Weitere deutschsprachige Recherche-Journalisten:
- Klaus Bednarz, langjähriger Leiter des Polit-Magazins Monitor
- Jürgen Bertram mit seinem politischen Buch Mattscheibe – Das Ende der Fernsehkultur über Schleichwerbung
- Ulrich Chaussy, jahrzehntelange Recherchen zum Oktoberfestattentat von 1980
- John Goetz, Beiträge insbesondere zur CDU-Spendenaffäre und über die rechtsextreme Terrorzelle Nationalsozialistischer Untergrund (NSU)
- Ulrike Holler, Frankfurter Hörfunk-Journalistin, die jahrzehntelang Sozialberichterstattung (Kinder, Arme, Asyl, Abschiebung) recherchierte und im Hessischen Rundfunk publizierte
- Ernst Klee wies seit den 1980er Jahren in aufwendigen Recherchen mehrfach nach, wie NS-vorbelastete Persönlichkeiten nach Kriegsende mit Hilfe von Persilscheinen und beschönigenden Lebensläufen in der jungen Bundesrepublik wieder zu Ehren kamen
- Hans Leyendecker, Mitautor von Exporteure des Todes. Deutscher Rüstungsskandal in Nahost (1990) und Mafia im Staat. Deutschland fällt unter die Räuber (1992)
- Udo Ludwig, Spezialist im Bereich Doping
- Gert Monheim, gründete die politische Dokumentationsreihe die story
- Friedrich Mülln, gründete den Verein Soko Tierschutz, Themenschwerpunkte der Recherchen sind in der Öffentlichkeit als skandalträchtig angesehene Vorgänge aus der Landwirtschaft, Tierhaltung und Forschung an Versuchstieren in Universitäten, Forschungseinrichtungen und Pharmaunternehmen.
- Bastian Obermayer, als Mitglied und Co-Autor des Panama-Papers-Teams des Internationalen Netzwerks investigativer Journalisten (Pulitzer-Preis 2017)
- Richard Rickelmann, Mitautor von Exporteure des Todes. Deutscher Rüstungsskandal in Nahost (1990) und Mafia im Staat. Deutschland fällt unter die Räuber (1992)
- Sabine Rückert, Unrecht im Namen des Volkes. Ein Justizirrtum und seine Folgen (2007)
- Hubert Seipel, Beiträge zur VW-Korruptionsaffäre
- Correctiv (Kollektiv), veröffentlichte die CumEx-Files. Die inzwischen umstrittenen Recherchen zu Geheimplan für Deutschland [6][7] lösten bundesweite Massenkundgebungen aus.[8]

Eines der ersten investigativ-Politmagazine im deutschen Fernsehen war das erstmals am 4. Juni 1961 ausgestrahlte Magazin Panorama, dem weitere folgten und die zunächst zur Hauptsendezeit gesendet wurden.
Seit dem Jahr 2014 ist der Rechercheverbund NDR, WDR und Süddeutsche Zeitung investigativ tätig.
Zudem entdeckt das Privatfernsehen mittlerweile den investigativen Journalismus als Quotenbringer, beispielsweise RTL Television mit seinem Format Team Wallraff, Peter Giesel mit Achtung Abzocke oder dem im Herbst 2023 gestarteten crossmedialen Format stern Investigativ  (gemeinsam mit dem stern).

### Österreich
Ein ebenso bekannter wie erfolgreicher Investigativ-Journalist im frühen 20. Jahrhundert war der Wiener Max Winter, der mit seinen Reportagen unter anderem eine Reform der Militärgerichtsbarkeit in der österreichisch-ungarischen Monarchie erzwang und zahlreiche soziale Missstände aufdeckte, um Verbesserungen zu fordern. Der Prager Journalist Egon Erwin Kisch machte 1913 die Spionageaffäre um Oberst Redl publik.
Ab den 1970er-Jahren entwickelte sich in Österreich eine intensive Medienlandschaft im Bereich des investigativen Journalismus. Besonders das von Günther Nenning und Gerhard Oberschlick herausgegebene FORVM Magazin ließ international aufhorchen. Hans Pretterebner, der Aufklärer des Falls Lucona, brachte mit seinem TOP Magazin ebenso einige Jahre ein investigatives Magazin auf den Markt, wie Wolfgang Purtscheller mit investigativen Büchern aufhorchen ließ.
Aus der jüngeren Geschichte ist etwa Alfred Worm zu nennen, der unter anderem den AKH-Skandal, eine Schmiergeldaffäre im Allgemeinen Krankenhaus der Stadt Wien, Ende der 1970er Jahre aufdeckte. Kurt Kuch brachte unter anderem Details und Hintergründe zur Causa Hypo Alpe Adria, zur Telekom-Affäre, BUWOG-Affäre und Eurofighter-Affäre ans Tageslicht. 2013 veröffentlichte er aus den Offshore-Leaks-Datensätzen Informationen über Briefkastenfirmen von Herbert Stepic, der bald darauf von seiner Funktion als Vorstandsvorsitzender der Raiffeisen International zurücktrat. Florian Klenk gilt unter anderem in Bezug auf Menschenrechtsverletzungen, Korruption, Menschenhandel oder Missstände im Justiz- und Polizeiapparat als Aufdecker. Ashwien Sankholkar beschäftigte sich als Wirtschaftsjournalist des Magazins Format mit einigen politischen und wirtschaftlichen Skandalfälle in Österreich, wie etwa jene um den ehemaligen Finanzminister Karl-Heinz Grasser sowie um Vorkommnisse rund um die BUWOG-Affäre. Michael Nikbakhsh wurde 2008 für seine Enthüllungen im Rahmen der sogenannten Meinl-Affäre zum Journalisten des Jahres gewählt.
Der aus Graz stammende Informationstechniker, Investigativ-Journalist und BuzzFeed-Mitarbeiter Christo Buschek wurde im Juni 2021 gemeinsam mit Megha Rajagopalan und Alison Killing für die auf BuzzFeed News am 27. August 2020 veröffentlichte vierteilige Reportage Built to Last  über die Aufdeckung der von den chinesischen Behörden betriebenen, bis zu diesem Zeitpunkt großteils nicht lokalisierbar gewesenen Uiguren-Camps in der uigurischen autonomen Region Xinjiang mit dem Pulitzer-Preis 2021 in der Kategorie International Reporting ausgezeichnet. Er ist damit der erste Österreicher, dem der seit 1917 vergebene Pulitzer-Preis verliehen wurde.

### Schweiz
Ein schweizerischer Investigativ-Journalist war Niklaus Meienberg, der mit seinen Veröffentlichungen maßgeblich zur öffentlichen Diskussion nicht nur über die Rolle der Schweiz im Zweiten Weltkrieg beitrug. Die Sendung Rundschau des Schweizer Fernsehens wurde verschiedentlich investigativ genannt.

### USA
Das bekannteste Beispiel ist die Aufdeckung der Watergate-Affäre durch die amerikanischen Journalisten Bob Woodward und Carl Bernstein von der Washington Post. Ein weiterer bedeutender Fall war der Bericht von Seymour Hersh über das Massaker von Mỹ Lai 1968, bei dem amerikanische Soldaten über 500 Bewohner eines vietnamesischen Dorfes umgebracht hatten. Im Jahr 2004 brachte Hersh den Folterskandal um das Abu-Ghuraib-Gefängnis im Irak in die US-amerikanischen Medien.
Weitere bekannte Muckraker in den USA:
- Nellie Bly (Elizabeth Cochrane): Ten Days in a Madhouse. – Bly ließ sich in ein psychiatrisches Krankenhaus einweisen, um die skandalöse Behandlung der Insassinnen aufzudecken. In der Folge führten ihre Enthüllungen zu dramatischen Veränderungen in der finanziellen Ausstattung der Anstalten und der Überprüfung der Einweisungen, der Betreuung etc.
- Jack Anderson (Watergate-Affäre)
- Barbara Ehrenreich: Nickel and dimed. Undercover in low-wage USA. (deutsch: Arbeit poor) Granta Books (London), 2002
- Helen Hunt Jackson (Indianer-Politik)
- Michael Moore (US-Entindustrialisierung in Roger & Me, US-Schusswaffen-Amok in Bowling for Columbine, die Politik der US-Regierung in Fahrenheit 9/11 und US-Gesundheitssystem in Sicko)
- Ralph Nader (Verbraucherschutz)
- Upton Sinclair (u. a. Kritik an den Arbeitsbedingungen in den Chicagoer Schlachthöfen in den 1920er Jahren, dort auch eine historische Erklärung des Begriffs)
- Gary Webb schrieb in der Artikelserie Dark Alliance über die Verwicklung der CIA in den Kokainhandel.
- Alfred W. McCoy wirft der CIA in seinem Buch The Politics of Heroin die stille Duldung des Handels und der Komplizenschaft mit Drogenhändlern vor.
- Robert Ezra Park berichtete über die sozialen Verhältnisse in Chicago und bekam später einen Ruf an die soziologische Fakultät der University of Chicago.
- Michael Hastings, Beiträge über Geheimdienstpraktiken, den Krieg gegen den Terror und die Globale Überwachungs- und Spionageaffäre.
- Glenn Greenwald

Die Menschenrechtsorganisation Human Rights Watch bezeichnet die NSA-Überwachung als Bedrohung für den investigativen Journalismus in den USA. Der Schnüffelwahn schade der Meinungs- und Pressefreiheit, klagt HRW. Uramerikanische Werte wie „Freiheit, Demokratie und eine offene, verantwortliche Regierung“ seien „schwer bedroht“ – durch die groß angelegten, staatlichen Überwachungsprogramme, gepaart mit verschärften, oft gnadenlosen Maßnahmen zur Geheimhaltung regierungseigener Interna.

### International
Der bis 2013 größte bekanntgewordene Fall von monatelanger internationaler Zusammenarbeit investigativer Journalisten waren die Offshore-Leaks, bei denen über 86 Journalisten von 38 Zeitungen sowie Hörfunk- und Fernsehstationen aus 46 Ländern beteiligt waren. Sie wurden vom International Consortium of Investigative Journalists koordiniert. Spätere Fälle waren die Luxemburg-Leaks (2014), Swiss-Leaks (2015) sowie die Panama Papers (2016).
In Europa haben sich 2016 neun Medien zur European Investigative Collaborations zusammengeschlossen.